# Broken (álbum de Nine Inch Nails)
Broken (también conocido como Halo 5) es el primer EP de la banda norteamericana Nine Inch Nails. Es conocido como el segundo álbum de estudio. Ese álbum fue producido por su líder, Trent Reznor, y Flood. Aunque es un EP, usualmente se lo considera el segundo lanzamiento importante de la banda luego de Pretty Hate Machine, ya que se compone en su totalidad de material nuevo , además de considerarse el trabajo que cambió su estilo, ya que tanto Pretty Hate Machine como su maqueta, Purest Feeling, estaban más centrados en el synthpop.

## Inspiración
Editado en otoño de 1992, durante el punto álgido de un gran desacuerdo entre Reznor y su sello, TVT Records, Broken representó una desviación con respecto a Pretty Hate Machine. Reznor dijo que, durante el extenso y arduo tour para su álbum debut, las canciones se volvieron más agresivas al ser interpretadas por una banda, comparadas con el proceso de grabación en el estudio. Las interpretaciones en vivo se volvían frecuentemente violentas como resultado de la expresión en sus instrumentos de la frustración e ira reprimidas. Así, Broken suena mucho más abrasivo debido a la creciente importancia de las guitarras distorsionadas.
La influencia del conflicto entre Reznor y su antigua compañía discográfica se evidencia a través de múltiples aspectos del álbum. Luego de una larga lista de créditos, el packaging reza "no thanks: you know who you fucking are" ("no, gracias: ustedes saben quién demonios son") seguido por "the slave thinks he is released from bondage only to find a stronger set of chains" ("el esclavo piensa que se ha liberado de sus ataduras sólo para encontrar cadenas más fuertes"). Estos comentarios probablemente se dirijan a Steve Gottlieb de TVT Records, quien se negó a liberar a Reznor de su contrato, incitando batallas legales entre ambas partes. Al comienzo de "Physical", Reznor susurra "eat your heart out, Steve", mientras que en el vídeo de "Gave Up" puede leerse en un monitor de computadora "fuck you steve".

## Textura sonora y temática
En este EP se incluyen mezclas de audio más altas y más distorsión en cada instrumento, entre ellos un clásico melotrón MKIV que perteneció originalmente a John Lennon y que puede ser escuchado especialmente en "Gave Up". En cuanto a las letras, en su mayor parte involucran luchas contra la ira, el control y la dependencia. Reznor dijo que quería que el álbum fuera para el oyente "un fragmento ultra-rápido de la muerte", algo que "provocara a los oídos una pequeña irritación."[cita requerida]

## Ediciones
- TVT Records / Interscope Records / Atlantic Records 7 92213-2 - CD
- TVT Records / Interscope Records INTD-92213 - Reedición del CD

### Listado de temas
1. "Pinion" – 1:02
2. "Wish" – 3:46
3. "Last" – 4:44
4. "Help Me I Am in Hell" – 1:56
5. "Happiness in Slavery" – 5:21
6. "Gave Up" – 4:08

Tracks 7 - 97 contienen un segundo de silencio cada uno
1. "(You're So) Physical" – 5:29
2. "Suck" – 5:07

### Bonus tracks
Originalmente, Broken estaba presentado como un digipak plegable que contenía un CD regular con los seis tracks y un mini CD adicional de tres pulgadas con las dos canciones restantes ("Physical" y "Suck"). Luego de que Reznor descubriera que algunos dueños de disquerías quitaban el mini CD del digipak y lo vendían por separado, Broken fue reeditado como un CD, con las canciones extra "escondidas" en los tracks 98 y 99, respectivamente, luego de los tracks 7-97, que contenían un segundo de silencio cada uno (tres segundos por track en la edición británica).
La edición británica en vinilo tenía una sola cara de 12" que contenía los seis tracks principales. Los dos temas extra fueron editados en un sencillo de 7" incluido dentro del EP en un envoltorio blanco grabado.
"Physical" es un cover de la canción "Physical (You're So)" de Adam & the Ants, editada originalmente en el LP Kings of the Wild Frontier. En 1995, Nine Inch Nails interpretó el tema en vivo junto a Adam Ant durante dos noches consecutivas. Luego de que Reznor presentó a Adam Ant y a Marco Pirroni en la segunda noche, el primero dijo a la audiencia "es bueno estar en el escenario con la mejor banda del mundo".
"Suck" fue escrita por Pigface, cuya formación siempre cambiante incluyó a Reznor. La versión original - más lenta, menos densa y radicalmente diferente - fue editada un año antes en el álbum de Pigface Gub. En vivo, esta banda suele interpretar el tema en una versión similar a la de Broken, incluida en varias de sus grabaciones en vivo ("Welcome to Mexico, Asshole," "Glitch," etc.). Sin embargo, su versión enfatiza en el bajo y no hace hincapié en los teclados y efectos de computadoras; tampoco incluye la frase de Reznor "I am so dirty on the inside" ("estoy tan sucio por dentro"). La versión de Reznor incluye el grito de Pigface "Suck! Suck! Suck!" luego de "How does it feel?", aunque débilmente susurrado.

## Vídeos
- El vídeo de "Gave Up" fue grabado en Le Pig Studios que Reznor instaló en la mansión de Cielo Drive, donde fue asesinada Sharon Tate y un grupo de amigos por miembros de la secta de Charles Manson. Muestra a la banda junto a un joven Marilyn Manson tocando la guitarra, sin maquillaje ni lentes de contacto. Fue filmado antes de que Manson firmara su contrato con Reznor para Nothing Records.

- Los videos de Pinion, Wish y Happiness in Slavery fueron incluidos en un cortometraje mundialmente censurado llamado Broken Movie, en el cual se mostraba un nuevo video para "Gave Up", en el cual se trata de imitar a las películas snuff.

## Edición para la prensa
La edición del disco para la prensa incluía una nota de Trent Reznor, su traducción tentativa al español se reproduce a continuación en su formato original:
sin el permiso

de la compañía discográfica

para asegurar que se pudriera sin la Divina Intervención

ahora ellos me han dejado en paz y me han dejado hacer lo que quiera
Broken fue un disco difícil de hacer

Broken es un disco feo grabado durante un momento feo en mi vida

Broken marca la fase tres de Nine Inch Nails: la conversión

Estoy comenzando a comprender de qué se trata todo esto

y no me gusta
Flood comenzó a producirlo, pero yo lo finalicé

No estoy seguro de por qué
Tal vez soy todo lo que los demás piensan que soy
Nine Inch Nails aún no es una banda real con gente real tocando instrumentos reales

No habrá gira para Broken
Comenzaré a trabajar en mi nuevo disco – The Downward Spiral –, que

espero estará terminado para comienzos de 1993
Algunos vendrán para dar este paseo, otros no

## Personal
- Martin Atkins – batería en "Wish"
- Tom Baker – masterización
- Flood – producción
- Trent Reznor – autoría, interpretación, producción
- Chris Vrenna – batería en "Gave Up"

## Posicionamiento y premios

### Álbum
| Año  | Listas            | Posición |
| ---- | ----------------- | -------- |
| 1992 | The Billboard 200 | 7        |

### Sencillos
| Año  | Canción                | Listas             | Posición |
| ---- | ---------------------- | ------------------ | -------- |
| 1992 | "Happiness in Slavery" | Modern Rock Tracks | 13       |
| 1993 | "Wish"                 | Modern Rock Tracks | 25       |

### Premios Grammy
- El tema "Wish", que incluye en su letra la expresión "fist fuck", ganó el premio Grammy a la Mejor Interpretación de Metal en 1993. Reznor, luego, bromeó al respecto, diciendo que en su epitafio se leería "REZNOR: Falleció. Dijo 'fist fuck' y ganó un Grammy."[cita requerida]